# Aaron Pryor
Pour les articles homonymes, voir Pryor.
Aaron Pryor est un boxeur américain né le 20 octobre 1955 à Cincinnati (Ohio) et mort le 9 octobre 2016 à Cincinnati (Ohio).

## Carrière
Champion des États-Unis amateur dans la catégorie poids légers en 1973 et vainqueur des Golden Gloves en 1975 et 1976, il passe professionnel l'année suivante et devient champion du monde des super-légers WBA le 2 août 1980 en battant Antonio Cervantes par KO à la 4e reprise. Aaron défend huit fois sa ceinture au cours des trois années suivantes. Il compte notamment deux victoires face à Alexis Arguello, la 1re par arrêt de l'arbitre au 14e round le 12 novembre 1982 et la 2de par KO au 10e round le 9 septembre 1983.
Pryor met alors un terme à sa carrière mais revient l'année suivante en devenant le 1er champion IBF de la catégorie après sa victoire face à Nick Furlano le 22 juin 1984. Il ne défend qu'une fois sa ceinture (victoire aux points contre Gary Hinton) avant d'annoncer à nouveau sa retraite en 1985.

## Distinction
- Aaron Pryor est membre de l'International Boxing Hall of Fame depuis 1996.